# محمدعلی خیاطان
محمدعلی خیاطان (زاده ۲۵ دی ۱۳۳۰ در قزوین) از مدیران تصویربرداری تلویزیون ایران است.

## کارنامه هنری
وی در سال ۱۳۵۴ در رشته تصویربرداری از مدرسه عالی تلویزیون و سینما فارغ‌التحصیل شد و در همان سال در تلویزیون شروع به کار کرد. عمده سابقه او، تصویربرداری از سریال‌ها و مجموعه‌های تلویزیونی، تله تئاترها، جنگ‌ها و مسابقات تلویزیونی، مسابقات ورزشی و … بوده‌است.

### مجموعه تلویزیونی
۱۳۹۱ مجموعه تلویزیونی «لبخند بی‌لهجه» - کارگردان: محمدرضا حیدری
۱۳۸۸ مجموعه تلویزیونی «شمس العماره» - کارگردان هنری: سامان مقدم؛ کارگردان تلویزیونی: افشین اربابی
۱۳۸۸ مجموعه تلویزیونی «بچه‌های کوچه دوستی» - کارگردان هنری: هنگامه مفید؛ کارگردان تلویزیونی: ناهید محمدیان
۱۳۸۷ مجموعه تلویزیونی «مسافرخانه سعادت» - کارگردان هنری: محمد رحمانیان؛ کارگردان تلویزیونی: اسدالله ایمن
۱۳۸۴ مجموعه تلویزیونی «نیمکت» - کارگردان هنری: محمد رحمانیان؛ کارگردان تلویزیونی: اسدالله ایمن
۱۳۸۳ مجموعه تلویزیونی «قصه‌های بی‌بی خانوم» - کارگردان هنری: هنگامه مفید؛ کارگردان تلویزیونی: مریم مصفا
۱۳۸۳ مجموعه تلویزیونی «باجناق‌ها (مجموعه تلویزیونی ۱۳۸۳)» - کارگردان هنری: فرهاد آئیش؛ کارگردان تلویزیونی: مسعود فروتن
۱۳۸۲ مجموعه تلویزیونی «کاکتوس» فصل سوم – کارگردان هنری: محمدرضا هنرمند؛ کارگردان تلویزیونی: مسعود فروتن
۱۳۸۱ مجموعه تلویزیونی «آشتی‌کنان» - کارگردان هنری: مجید صالحی؛ کارگردان تلویزیونی: محمود رضائی
۱۳۷۹ مجموعه تلویزیونی «کاکتوس» فصل دوم – کارگردان هنری: محمدرضا هنرمند؛ کارگردان تلویزیونی: اسدالله ایمن
۱۳۷۷ مجموعه تلویزیونی «کاکتوس» فصل اول – کارگردان هنری: محمدرضا هنرمند؛ کارگردان تلویزیونی: اسدالله ایمن
۱۳۷۴ مجموعه تلویزیونی «زیر گنبد کبود» - مجری و کارگردان هنری: بهرام شاه محمدلو؛ کارگردان تلویزیونی: ناهید محمدیان
۱۳۶۸ مجموعه تلویزیونی «ازدواج پر ماجرا» - کارگردان هنری: منوچهر پوراحمد؛ کارگردان تلویزیونی: شیرین جاهد
۱۳۶۶ مجموعه تلویزیونی «آئینه» - کارگردان هنری: غلامحسین لطفی؛ کارگردان تلویزیونی: مسعود فروتن
۱۳۶۴ مجموعه تلویزیونی «روایت عشق» - کارگردان هنری: علاءالدین رحیمی و انوشیروان ارجمند؛ کارگردان تلویزیونی: هرمز امامی
۱۳۶۴ مجموعه تلویزیونی «هوشیار و بیدار» - کارگردان هنری: محمد اوزی و صادق عبداللهی؛ کارگردان تلویزیونی: داود جم
۱۳۶۲ مجموعه تلویزیونی «مخمصه» - کارگردان هنری: فرهاد مجد آبادی؛ کارگردان تلویزیونی: حسین فردرو
۱۳۶۱ مجموعه تلویزیونی «اشک تمساح (مجموعه تلویزیونی)» - کارگردان هنری: احمد نجیب‌زاده
۱۳۵۹ مجموعه تلویزیونی «شاه دزد» - کارگردان هنری: احمد نجیب‌زاده
۱۳۵۷ مجموعه تلویزیونی «عشق پیری» - کارگردان هنری: جلال احساس؛ کارگردان تلویزیونی: فرانک دولتشاهی
۱۳۵۶ مجموعه تلویزیونی «مورچه داره» - کارگردان هنری: رضا میرلوحی؛ کارگردان تلویزیونی: بیژن فیاد
۱۳۵۴–۱۳۵۷ مجموعه تلویزیونی «شبکه صفر» - کارگردان هنری: حسن خیاط‌باشی؛ کارگردان تلویزیونی: فرانک دولتشاهی
۱۳۵۴–۱۳۵۷ مجموعه تلویزیونی «آقای مربوطه» - کارگردان هنری: بهزاد اشتیاقی؛ کارگردان تلویزیونی: مسعود فروتن
۱۳۵۴ مجموعه تلویزیونی «کاف‌شو» - کارگردان: پرویز صیاد
۱۳۵۴ مجموعه تلویزیونی «آدم به آدم» - کارگردان هنری: پرویز صیاد؛ کارگردان تلویزیونی: کامبیز آزردگان

### تله تئاتر
۱۳۸۸ تله تئاتر «روژانو» - کارگردان هنری: مهدی مکاری؛ کارگردان تلویزیونی: بیژن صمصامی
۱۳۸۷ تله تئاتر «خرده جنایت‌های زن و شوهری» - کارگردان هنری: فرهاد آئیش؛ کارگردان تلویزیونی: مسعود فروتن
۱۳۸۷ تله تئاتر «ملودی شهر بارانی» - کارگردان هنری: هادی مرزبان؛ کارگردان تلویزیونی: مسعود فروتن
۱۳۸۷ تله تئاتر «سکوت» - کارگردان هنری: مهرداد رایانی مخصوص؛ کارگردان تلویزیونی: بیژن صمصامی
۱۳۸۷ تله تئاتر «آدم خوابش میگیره» - کارگردان هنری: محمد یعقوبی؛ کارگردان تلویزیونی: مسعود فروتن
۱۳۸۷ تله تئاتر «آخرین غزل» - کارگردان هنری: نادر برهانی‌مرند؛ کارگردان تلویزیونی: بیژن صمصامی
۱۳۸۷ تله تئاتر «بچه‌های من، آفریقای من» - کارگردان هنری: حسین مختاری؛ کارگردان تلویزیونی: بیژن صمصامی
۱۳۸۷ تله تئاتر «دغدغه‌های پرچین چهار زیر و راز و رمزهای دور و دراز نیمه شب» - کارگردان هنری: مهرداد رایانی مخصوص؛ کارگردان تلویزیونی: بیژن صمصامی
۱۳۸۶ تله تئاتر «مهمانی درندگان» - کارگردان هنری: رسول نجفیان؛ کارگردان تلویزیونی: مسعود فروتن
۱۳۸۵ تله تئاتر «کشمشی زیر آفتاب» - کارگردان هنری: پرویز تأییدی؛ کارگردان تلویزیونی: مسعود فروتن
۱۳۸۵ تله تئاتر «استاد معمار» - کارگردان هنری: هادی مرزبان؛ کارگردان تلویزیونی: مسعود فروتن
۱۳۸۴ تله تئاتر «یک صبح آفتابی» - کارگردان هنری: مجید گیاه‌چی؛ کارگردان تلویزیونی: حسین فردرو
۱۳۷۶ تله تئاتر «قطار ارواح» - کارگردان هنری: رضا کرم‌رضایی؛ کارگردان تلویزیونی: قاسم شاکری
۱۳۷۵ تله تئاتر «کسب و کار آقای فابریزی» - کارگردان هنری: محمدرضا خاکی؛ کارگردان تلویزیونی: مسعود فروتن
۱۳۷۴ تله تئاتر «خاطره ها» - کارگردان: داریوش مؤدبیان؛ به روایت: اکبر رحمتی
۱۳۶۶ تله تئاتر «به سبک آمریکایی» - کارگردان هنری: رسول نجفیان؛ کارگردان تلویزیونی: شیرین جاهد
۱۳۶۵ تله تئاتر «در حضور» - کارگردان هنری: منصور کوشان؛ کارگردان تلویزیونی: مسعود فروتن
۱۳۶۴ تله تئاتر «عروسکها» - کارگردان هنری: جمشید اسماعیل‌خانی؛ کارگردان تلویزیونی: مسعود فروتن
۱۳۶۴ تله تئاتر «دو مرغابی در مه» - کارگردان هنری: رسول نجفیان؛ کارگردان تلویزیونی: مسعود رسام
۱۳۶۴ تله تئاتر «منبع موثق» - کارگردان هنری: مهدی تقی‌نیا؛ کارگردان تلویزیونی: مسعود رسام
۱۳۶۲ تله تئاتر ماه پنهان است (نمایش تلویزیونی) - کارگردان هنری: خسرو شایسته؛ کارگردان تلویزیونی: مسعود فروتن

### مسابقات و برنامه‌های تلویزیونی[نیازمند منبع]
۱۳۹۴ برنامه «خندوانه» فصل دوم - مجری و کارگردان: رامبد جوان
۱۳۹۴ مسابقه «۱۰۳» - کارگردان: حسین فردرو - مجری: مسعود روشن‌پژوه - زهره سادات هاشمی - بهمن هاشمی
۱۳۹۴ مسابقه «برای هم» - کارگردان: حسین فردرو - مجری: مسعود روشن‌پژوه
۱۳۹۳ مسابقه «دستپخت‌های خودمانی» - کارگردان: مسعود فروتن - مجری: نیما فلاح و سحر ولدبیگی
۱۳۹۲ برنامه «مشاعره» - کارگردان: علیرضا فرحجود - مجری: اسماعیل آذر
۱۳۹۲ مسابقه «کلید» - کارگردان: حسین فردرو - مجری: مسعود روشن‌پژوه
۱۳۸۷ برنامه «نجواهای عاشورایی» - کارگردان هنری: مجید مجیدی؛ کارگردان تلویزیونی: علیرضا فرحجود
۱۳۸۶ مسابقه «برنده به جا» - کارگردان: مسعود فروتن و علی اکبر زاهدی - مجری: محمود شهریاری
۱۳۸۱ برنامه «با کاروان شعر و موسیقی» - کارگردان: اسدالله ایمن؛ مجری: سهیل محمودی
۱۳۸۰ مسابقه «مردان آهنین» - کارگردان: اسدالله ایمن؛ مجری: رضا جاودانی
۱۳۷۹ برنامه «عمو فیتیله‌ای‌ها» - کارگردان: اسدالله ایمن - شبکه جام جم
۱۳۷۹ برنامه «نغمه بهاران» - کارگردان: اسدالله ایمن؛ مجری: سهیل محمودی
۱۳۷۸ مسابقه «ثانیه‌ها» - کارگردان: ابوالفضل احمدیان؛ مجری: منوچهر نوذری
۱۳۷۵ مسابقه «ستاره‌ها» - مجری: علیرضا خمسه
۱۳۷۲ برنامه «تماشاگه راز» - کارگردان: اسدالله ایمن؛ مجری: ساعد باقری
۱۳۷۲ مسابقه «یک دو سه» - مجری: مجید قناد
۱۳۷۱ مسابقه «صد سال به این سالها» - کارگردان هنری: فرهنگ مهرپرور و حسین محب‌اهری؛ کارگردان تلویزیونی: اسدالله ایمن؛ مجری: محمود شهریاری
۱۳۶۸ مسابقه «عطر و گلاب بپاشید یا بخور بخور» - مجری: محمود شهریاری
۱۳۶۷–۱۳۷۷ مسابقه «هفته» - کارگردان: مسعود پورصبری؛ مجری: منوچهر نوذری
۱۳۶۴ مسابقه «جنگی برای فردا» - کارگردان هنری: مجید مظفری؛ کارگردان تلویزیونی: داود جم

### سایر
۱۳۵۴–۱۳۸۵ تصویربرداری مسابقات ورزشی داخل و خارج از کشور (مسابقات تیم‌های ملی و لیگ‌های برتر) از جمله مسابقات جام جهانی کشتی ۱۹۹۵ آتلانتا آمریکا، مسابقات لیگ برتر فوتبال ایران
۱۳۵۴–۱۳۹۷ تصویربرداری کنسرت‌های موسیقی سنتی و پاپ از جمله محمدرضا شجریان، شهرام ناظری، همایون شجریان، گروه شمس (پورناظری‌ها)، گروه کامکارها، گروه رستاک

۱۳۵۴–۱۳۹۷ تصویربرداری بیش از ۲۰۰ کارخانه تولیدی و تعاونی برتر کشور

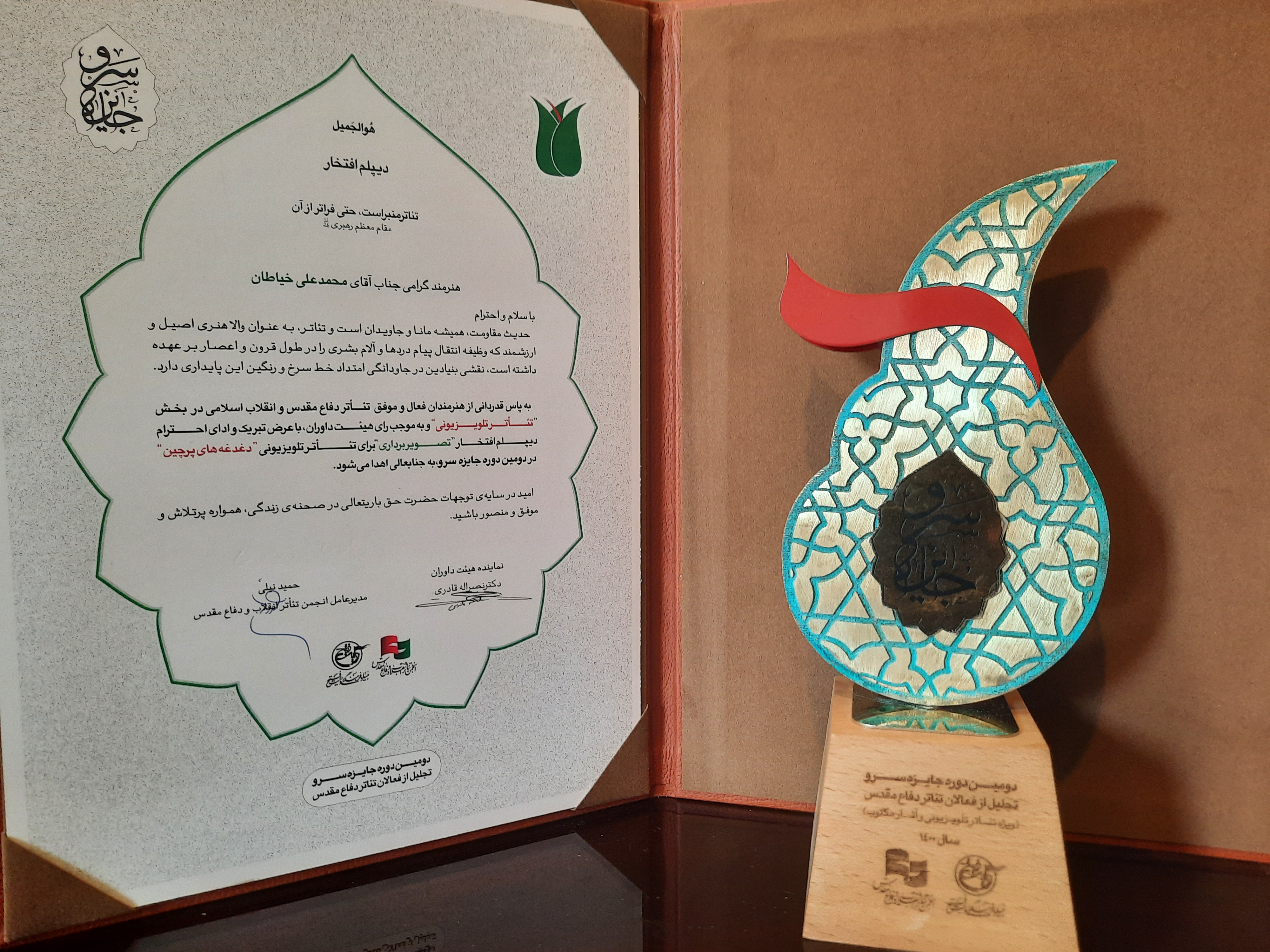
تندیس سرو و دیپلم افتخار

۱۳۵۴–۱۳۹۷ تصویربرداری از کارخانجات صنعتی خارج از کشور از جمله کارخانه مرسدس بنز آلمان، کارخانه پژو فرانسه

## جوایز
۱۴۰۰ دومین دوره جایزه سرو - تندیس سرو و دیپلم افتخار برای تصویربرداری تله تئاتر «دغدغه‌های پرچین چهار زیر و راز و رمزهای دور و دراز نیمه شب»